# Polycyrtus yucatan
Polycyrtus yucatan là một loài tò vò trong họ Ichneumonidae.